# Dlžín
Dlžín (Hongaars: Delzsény) is een Slowaakse gemeente in de regio Trenčín, en maakt deel uit van het district Prievidza.
Dlžín telt 184 inwoners.